# Hollywood Confidential (film 1997)
Hollywood Confidential è un film per la televisione del 1997 diretto da Reynaldo Villalobos.

## Trama
Il film ruota attorno alle investigazioni condotte da un'agenzia privata e che coinvolgono personaggi dello spettacolo. Sally è un'agente impegnata in un'indagine che riguarda un club esclusivo. Un altro agente, Stan Navarro, si occupa di una faccenda delicata che implica un regista di film hard e la giovane donna che questi ha sedotto e messo incinta.